# Висше училище Инхоланд
Висше училище „Инхоланд“ (на нидерландски: Hogeschool Inholland) е професионално висше училище в Нидерландия. (С термина hogeschool в страната се наричат най-често техническите висши училища.)

## Структура
Неговата структура е резултат от сътрудничеството на 4 формално независими училища. В системата се обучават над 32 000 студенти от повече от 110 държави, включително 800 обучаеми във Висшето училище „Инхоланд Суринам“. В цялата структура работят общо 2800 души.
Всичките 29 учебни и изследователски звена са разположени в 10 града – главно в провинциите Северна Холандия и Южна Холандия, също и в столицата на Суринам.

## Клонове
Inholland има клонове в следните градове:
- Алкмар
- Амстердам
- Делфт
- Диймен
- Дордрехт
- Ротердам
- Утрехт
- Хага
- Харлем
- Парамарибо

## Програми
Училището предлага 90 бакалавърски и 8 магистърски програми в различни области, преподавани на нидерландски или английски език. Основните специалности, които могат да се изучават, са в следните области:
- Икономика
- Право
- Мениджмънт
- Комуникации
- Здравеоопазване
- Музика
- Информационни технологии
- Екология
- Международен бизнес
- Маркетинг